# Бармут
Ба́рмут или Бэрмаф (англ. Barmouth, валл. Abermaw, также валл. Abermawddach) — приморский город на берегу залива Кардиган в округе Гуинет, на северо-западе Уэльса. Население 2 522 человек. В 1881 году население составляло 1512 жителей, тогда же входил в графство Мирионет, а в 1986 — в графство Гуинет. В 1901 году здесь проживало 2214 человек.

## География
Находится на северном берегу небольшой одноимённой бухты, в которую впадает река Маудах (устар. Мауддеч), давшая имя одному из вариантов самоназвания города.

## История
Город вырос вокруг судостроительной промышленности, а в последнее время как морской курорт. В городе есть морские купанья.

## Спорт
В Бармуте есть футбольная команда «Barmouth & Dyffryn United F.C.», она выступает в Лиге валлийского Альянса и, как правило, хорошо поддерживается жителями.

## Транспорт
В городе есть железнодорожная станция Бармут, входившая ранее в «Железную дорогу Аберистуита и валлийского побережья» «Кембрийской линии», строительство которой было разрешено 22 июля 1861 года, на ней осуществляется также продажа билетов.

## Строительство
Вероятно, что здесь, вокруг аббатства Эгрин около Бармут был мягкий, желтый песчанник, использованный для различной декоративной отделки замка Харлех, построенного между 1282 и 1289 гг.

## Известные жители и уроженцы
- Сюда в детстве переехала Чарли Брукс, валлийская актриса и певица[5].

## Религия
В 1,5 милях от города расположена церковь.

## Галерея
- Устье реки
- Береговая линия
- Склон холма
- Руины на склоне холма
- Церковь